# Petersberg (Saale-Holzland)
Pour les articles homonymes, voir Petersberg.
Petersberg est une commune allemande de l'arrondissement de Saale-Holzland, Land de Thuringe.

## Géographie
Petersberg se situe dans la vallée de la Wethau.
La commune comprend les quartiers de Petersberg, Aubitz et Kischlitz.
|            | Schkölen   | Heideland Gösen |
|            | Petersberg | Eisenberg       |
| Rauschwitz | Hainspitz  |                 |

La Bundesstraße 7 passe au sud de Petersberg.

## Histoire
Le village doit son existence à un couvent cistercien au milieu du XIIIe siècle. Sa première mention écrite date de 1259.
Kischlitz fusionne à Petersberg en 1974, Aubitz en 1976.

## Source de la traduction
- (de) Cet article est partiellement ou en totalité issu de l’article de Wikipédia en allemand intitulé « Petersberg (Saale-Holzland-Kreis) » (voir la liste des auteurs).